# Representações culturais de Ana Bolena

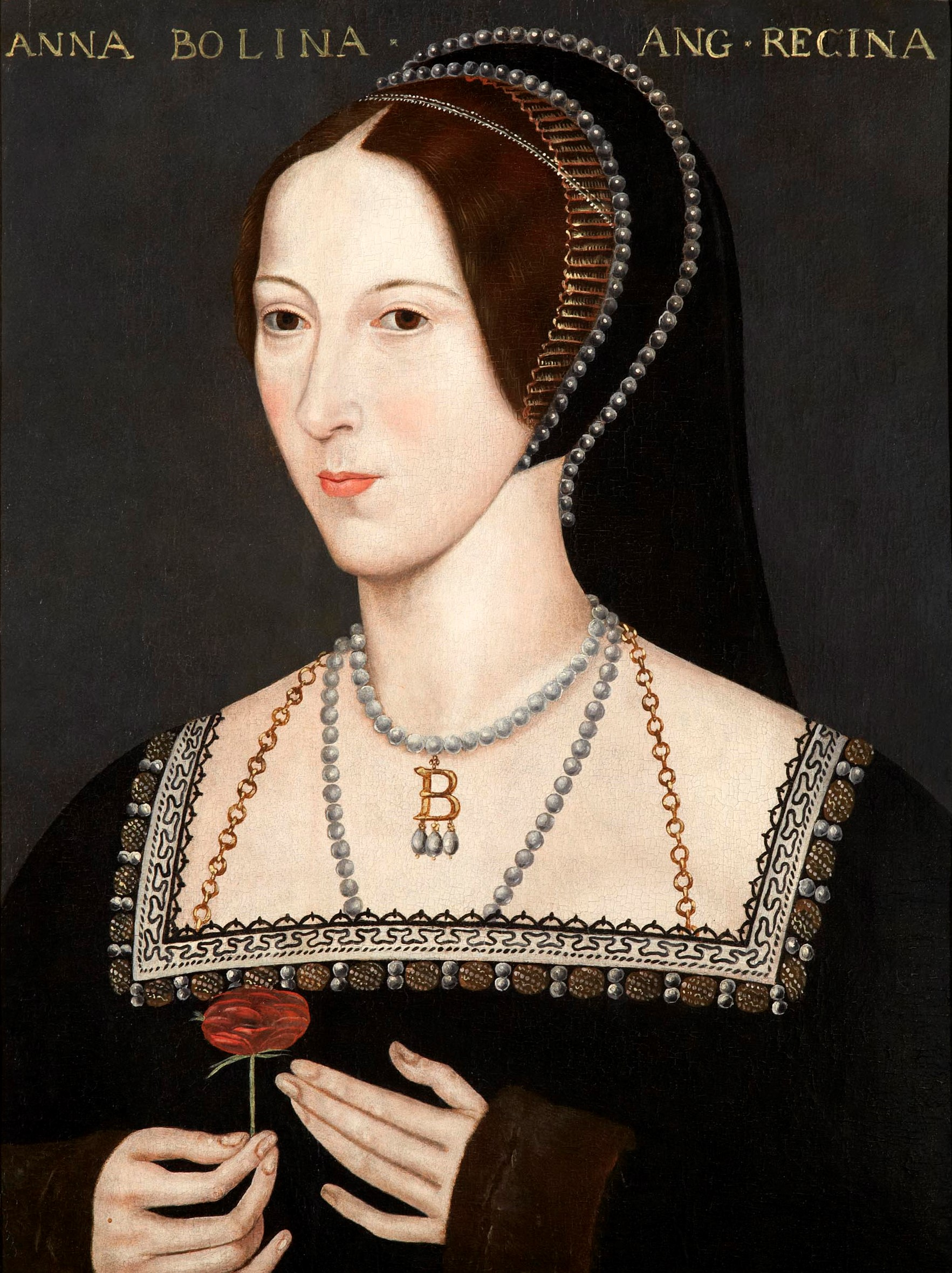
Ana Bolena

Ana Bolena, segunda esposa do rei inglês Henrique VIII, tem inspirado ou sido mencionada em numerosas obras artísticas e culturais, desde meios de comunicação, obras de arte, recentes representações na cultura popular, cinema e ficção.

## Biografias
Uma opinião comum nos séculos XVIII e XIX foi a imagem de Ana como uma vítima romântica; uma mulher bela e forte que foi destruída pelo marido, que foi apresentado como um tirano brutal pelos mais populares historiadores. Uma biografia do século XIX por Margaret Anne Benger está, particularmente, cheia de elogios a Ana, uma Estrela da Corte segundo Serena Banbury. Famosos escritores e romancistas, que aderiram a esta visão de Ana (que persistiu no século XX), inclui Jane Austen, Agnes Strickland, Jean Plaidy e Maxwell Anderson. Anne of the Thousand Days, vencedor de um Oscar, é inspirado por esta interpretação da vida de Ana, como a ópera Anna Bolena de Gaetano Donizetti. Vários romances populares também adoptaram esta simpático ideia de Ana Bolena. 
Na segunda metade do século XX, historiadores académicos que fizeram um estudo o Governo e a Corte de Henrique VIII como instituições políticas sérias, argumentam que Ana Bolena tinha sido uma das rainhas mais ambiciosas, inteligentes e importantes na história da Europa. Eles pesquisaram as suas simpatias políticas e a sua influência sobre a política externa e assuntos religiosos. Isto levou a vários estudos académicos da sua vida, o mais famoso dos quais são duas biografias escritas pelo historiador britânico, Eric Ives. David Starkey é outro historiador que promove vivamente esta interpretação de Ana. Combinado com o vigor intelectual do feminismo, que interpretou Ana Bolena, numa luz muito favorável, a maioria dos estudiosos escreve histórias sobre ela com respeito e simpatia. O trabalho do estudioso americano, Retha Warnicke, centra-se no género de preconceitos do início do século XVI e o seu papel na ascensão e queda de Ana. Autores como David Loades, John Guy e Diarmaid MacCulloch, também publicaram obras que a admiram e simpatizam sobre este assunto. Biografias populares de Joanna Denny e da feminista Karen Lindsey tomaram abordagens semelhantes, sendo ambas altamente favoráveis a Ana. Notáveis excepções provêm do trabalho do historiador britânico Alison Weir e da romancista Philippa Gregory, cujos livros eram consideravelmente mais críticos sobre Ana.
Houve vários tratamentos da sua vida por populares historiadores como Marie Louise Bruce, Hester W. Chapman, Norah Lofts, Carolly Erickson, Alison Weir, Lady Antonia Fraser e Joanna Denny. No cinema, na televisão e nas artes do espectáculo, ela foi interpretada por uma variedade de bem conhecidas atrizes e sopranas, incluindo Clara Kimball Young, Merle Oberon, Geneviève Bujold, Maria Callas, Beverly Sills, Dorothy Tutin, Joan Sutherland, Charlotte Rampling, Vanessa Redgrave, Helena Bonham Carter, Jodhi May, Natalie Portman e Natalie Dormer. 

## Televisão e Cinema
Ana Bolena foi retratada no cinema e na televisão por: 
- Charlotte Rampling no filme Henry VIII and His Six Wives (1972).
- Merle Oberon em The Private Life of Henry VIII (1933).
- Clara Kimball Young, em 1912, numa curta-metragem sobre o Cardeal Wolsey.
- Henny Porten em 1920, no filme Anna Boleyn.
- Elaine Stewart, em 1953, no filme Young Bess.
- Geneviève Bujold foi nomeada para um Oscar pelo seu papel, em 1969, em Anne of the Thousand Days.
- Dorothy Tutin foi nomeada para um Bafta pelo seu papel, em 1970, pela mini-sérieThe Six Wives of Henry VIII
- Beverly Sills, Maria Callas e Joan Sutherland, em palco e/ou em gravações da ópera Anna Bolena de Donizetti.
- Julia Marsen, em 2001, no documentário televisivo The Six Wives of Henry VIII.
- Vanessa Redgrave, em A Man for All Seasons, sobre Thomas More.
- Jodhi May, em 2003, em The Other Boleyn Girl.
- Helena Bonham Carter, em 2003, no filme Henry VIII.
- Natalie Dormer, em 2007-2008, na série da Showtime The Tudors.
- Natalie Portman, em 2008, no filme The Other Boleyn Girl.
- Claire Foy, em 2015, na série da BBC Wolf Hall, adaptação do livro de Hilary Mantel.
- Amy Manson, em Spencer (2021)

## Livros ficcionais
- Ela era uma personagem em The King's Rose por Alisa M. Libby (2009) ISBN 978-0-525-47970-3.
- Ela era a personagem principal em Luther's Ambassadors por Jay margrave (2008) ISBN 9780955941504.
- Ela era a personagem principal em Mademoiselle Boleyn por Robin Maxwell (2007) ISBN 9780451222091.
- Ela era a personagem principal em A Lady Raised High por Laurien Gardner (2006) ISBN 0515140899.
- Ela era a personagem principal em The Queen of Subtleties por Suzannah Dunn (2004) ISBN 0060591579.
- Ela era a personagem principal em Doomed Queen Anne por Caroline Meyer (2002) ISBN 0152165231.
- Ela era a personagem principal em Dear Heart, How You Like This? por Wendy J. Dunn (2002) ISBN 9780958054355.
- Ela era uma personagem central em The Other Boleyn Girl por Philippa Gregory (2001) ISBN 0743227441.
- Ela era a personagem principal em The Secret Diary of Anne Boleyn por Robin Maxwell (1997) ISBN 155970375X.
- Ela era a personagem principal em Blood Royal por Mollie Hardwick (1988) ISBN 0312025483.
- Ela era a personagem principal em The Lady in the Tower por Jean Plaidy (1986).
- Ela era a personagem principal em The Concubine por Norah Lofts (1963) ISBN 075243943X.
- Ela era uma personagem em The King's Secret Matter por Jean Plaidy (1962).
- Ela era a personagem principal de Anne Boleyn por Anthony Evelyn (1957).
- Brief Gaudy Hour  por Margaret Campbell Barnes (1949) ISBN 9781402211751, ISBN 1402211759.
- Murder Most Royal por Jean Plaidy (1949) ISBN 1400082498.
- Ela era a personagem principal em Queen Anne Boleyn por Francis Hackett (1939).
- Anne é uma personagem menor no primeiro do C.J. Samson série de assassinatos mistérios Matthew Shardlake - Dissolution. Ela é referenciada várias outras vezes nas suas três sequelas.
- Anne é retratada simpaticamente em The Dark Rose, Volume 2, em The Morland Dynasty, uma série de romances históricos pelo autor Cynthia Harrod-Eagles. A personagem principal feminina no romance torna-se uma grande amiga, confidente e dama-de-honra de Ana.

## Música
- Ana Bolena é referenciada na música de Roger Waters "Watching TV" no seu álbum Amused to Death.
- Ela também é referenciada numa canção intitulada "Old Age", escrita por Courtney Love e tocada pela sua banda Hole. A canção apareceu no seu álbum como My Body, a Hand Grenade.
- O boneco de Morticia Addams em The Addams Family tem o nome de Ana Bolena.
- A canção "Transylvania" por McFly menciona Ana Bolena e ela é retratada por Dougie Poynter no vídeo.
- Ana Bolena é mencionada na canção de Blues Traveler, intitulada "Hook".
- A canção "Talula" de Tori Amos inclui um versículo sobre Ana Bolena.
- Em Ugly Betty, Betty Suarez usa uma réplica do colar de Ana Bolena.
- Na sequência de um sonho no início de Kevin & Perry Go Large, a personagem adolescente Kevin está lendo um livro sobre Ana Bolena na sua casa, mas a sua mente divaga para uma fantasia sexual, na qual Ana (desempenhada por Natasha Little) convence Kevin que, matá-la seria um desperdício do seu corpo lindo e em troca dá-lhe sexo oral.
- O fantasma de Ana assombra a Torre de Londres é o tema da macabra e cómica canção "With Her Head Tucked Underneath Her Arm", originalmente desempenhada por Stanley Holloway e, posteriormente gravada por The Kingston Trio.
- Em 1973, no seu álbum The Six Wives of Henry VIII, Rick Wakeman intitulou a quinta faixa como "Anne Boleyn".
- Na série televisiva britânica The Office, o personagem principal fala de um clube na cidade que tinha um boliche chamado "Anne Boleyn".
- A banda de rock sinfónico holandesa Kayak desempenhou uma canção chamada Anne, no seu álbum Periscope Life (1980).
- A música "Marry Me", da cantora americana Emilie Autumn, retrata a vida de Ana Bolena.